# Sicula Leonzio
 (juin 2018).
Maillots
La  Sicula Leonzio S.r.l., souvent nommé Leonzio tout court, est un club de football situé à Lentini. En 2018-2019, le club évolue en Serie C, division professionnelle qu'il dispute pour la troisième fois. Le club, fondé en 1909, a remporté une Serie D, et une édition de Serie C2. Le club disparaît en 2020 sur décision du Conseil Calcio.

## Historique
Le club évolue pour la première fois de son histoire en Serie C (3e division), lors de la saison 1945-1946. Le club disparaît en 2020 pour cause de faillite.